# Герб Самоа
Современный герб Самоа был принят в 1962, в год получения Западным Самоа независимости от Новой Зеландии.
Передний план гербового щита представляет собой стилизованное изображение созвездия Южный Крест. На щите, имеющем серебристую основу, также изображены зелёно-белые морские волны, серебристое небо и кокосовая пальма с золотыми кокосами. Борт щита имеет тёмно-синюю и белую окраску. На заднем плане щита изображены радиальные узоры, связанные красными концентрическими окружностями, по бокам которых изображены ветви оливкового дерева. Над щитом — тёмно-синий и красно-белый латинский крест с красными лучами. В нижней части герба расположен девиз: «FA’AVAE I LE ATUA SAMOA» (в переводе с самоанского языка — «Бог — основа Самоа»).
Кокосовая пальма и море символизируют природное расположение островов в Тихом океане, крест — христианские традиции страны. Круги и узоры символизируют географическую широту и долготу и аналогичны флагу ООН, чьей подопечной территорией было Самоа с 1946 по 1962 гг.
Первый герб Западного Самоа был принят ещё в 1914 году во время господства на островах Германии. На нём были изображены три серебряные кокосовые пальмы на красном фоне, возвышающиеся над бело-синими морскими волнами. В верхней части щита был изображён чёрный прусский орёл на серебристом фоне. Этот герб использовался очень короткое время, так как через несколько месяцев после его принятия острова были заняты новозеландскими войсками.
Во время новозеландского господства был принят новый герб, который использовался вплоть до 1951 года. На нём были изображены три кокосовые пальмы в естественных цветах на природном фоне.
В 1951 году был принят новый герб, послуживший прототипом современному гербу. В отличие от нынешнего варианта на нём вместо креста было изображено золотое солнце.
- Герб Германского Самоа
- Герб Западное Самоа (1951-1962)